# Consolapan
Consolapan är en ort i Mexiko.   Den ligger i kommunen Coatepec och delstaten Veracruz, i den sydöstra delen av landet, 230 km öster om huvudstaden Mexico City. Consolapan ligger 1 216 meter över havet och antalet invånare är 462.
Terrängen runt Consolapan är kuperad. Runt Consolapan är det ganska tätbefolkat, med 100 invånare per kvadratkilometer. Närmaste större samhälle är Xalapa, 7,1 km nordost om Consolapan. I omgivningarna runt Consolapan växer i huvudsak städsegrön lövskog.